# Devin Durrant
Devin George Durrant (Provo, 20 ottobre 1960) è un ex cestista statunitense, professionista nella NBA e in Francia.

## Carriera
Venne selezionato dagli Indiana Pacers al secondo giro del Draft NBA 1984 (25ª scelta assoluta).
Con gli Stati Uniti ha disputato le Universiadi di Edmonton 1983.

## Palmarès
- McDonald's All-American Game (1978)
- NCAA AP All-America Second Team (1984)